# Goar de Aquitânia
São Goar da Aquitânia (em latim: Goaris; c. 585 - 6 de julho de 649 d.C.) foi um sacerdote e eremita do século sétimo. Ele foi oferecido o cargo de bispo de Trier, mas orou para ser dispensado do cargo. Goar é conhecido por sua piedade e é reverenciado como um fazedor de milagres. Ele é um santo padroeiro de estalajadeiros, oleiros e viticultores.

## Vida
Goar nasceu em 585 em uma família nobre da Aquitânia e era conhecido por sua piedade ainda na juventude. Quando finalmente foi ordenado sacerdote, tornou-se famoso por sua pregação vigorosa. No entanto, Goar queria servir a Deus de forma mais discreta e, por isso, viajou para o exterior para a Diocese de Trier em 618 para se tornar um eremita perto da cidade de Oberwesel. Apesar de sua intenção de viver na solidão e na obscuridade, sua fama de santidade se espalhou por todo o país.
Goar era frequentemente visitado por viajantes em busca de conselhos. Em uma ocasião, ele foi ridicularizado por dois peregrinos, que disseram a Rusticus, o bispo de Trier, que o eremita era um hipócrita e não vivia fiel aos seus votos de pobreza e castidade. Goar foi chamado pelo bispo para se defender. Quando Goar apareceu para discutir seu caso perante Rusticus, a lenda diz que ele efetuou um milagre decisivo, pelo qual o eremita provou sua inocência; ainda mais, o milagre indicava que Rusticus era culpado das mesmas acusações de imprudência e lascívia. Como resultado, Sigeberto III, Rei da Austrásia, chamou Goar para Metz e solicitou que ele ocupasse a posição de Rusticus em Trier.
Outra versão da história afirma que Goar foi acusado de feitiçaria pelo próprio Rusticus, inocentado por Sigebert em Metz, e então, depois que Rusticus foi deposto por sua desonestidade, o santo foi oferecido a sé de Trier.
Em todo caso, é certo que Goar não quis se sobrecarregar com as responsabilidades e pressões de um bispado e pediu tempo para refletir sobre a oferta. Ao retornar a Oberwesel, no entanto, ele adoeceu e morreu em 6 de julho de 649, sem nunca ter se tornado bispo. 

## Veneração
A Enciclopédia Católica observa que "uma pequena igreja" foi dedicada a Goar em 1768 "na pequena cidade nas margens do Reno que leva seu nome (Sankt Goar)."  Também é relatado que Carlos Magno construiu uma igreja no local do eremitério de Goar. É em torno desta igreja que a cidade de Sankt Goar am Rhein cresceu na margem esquerda do Reno entre Wesel e Boppard. 
A vida de São Goar (Vita Sancti Goaris) foi escrita em 839 por um monge, Vandalberto de Prüm. Este relato semi-lendário da vida de Goar detalha vários milagres relevantes para a vida do santo.
Outro milagre explica a descrição de Goar pendurando o chapéu em um raio de sol. Quando o santo recusou o convite de Sigebert à Sé de Trier, ele jogou seu cappa sobre um raio de sol: a vestimenta foi suspensa "como se o facho de luz fosse sólido". O objetivo deste milagre não foi apenas uma demonstração de bravata, mas para mostrar que a ação do santo em recusar a posição foi divinamente justificada. 

A festa de Goar é 6 de julho. Ele é retratado de várias maneiras na arte como um eremita recebendo leite de três corças, segurando uma jarra, com o diabo em seu ombro ou sob seus pés, e segurando a igreja de São Goar am Rhein.